# Список ВАК
Перечень рецензируемых научных изданий, также Список научных журналов ВАК или Перечень ВАК — перечень рецензируемых научных журналов, включённых Высшей аттестационной комиссией России в список изданий, рекомендуемых для опубликования основных научных результатов диссертации на соискание учёной степени кандидата и доктора наук. Введён в 2001 году.
Согласно решениям Президиума ВАК от 2 марта 2012 года № 8/13 и от 25 июля 2014 года № 793 в данный список включаются:
- Научные издания, удовлетворяющие необходимым критериям (в частности, наличие института рецензирования, информационная открытость издания, включение в систему РИНЦ, строгая периодичность и другие). 
 С 2019 года введён дополнительный критерий — каждую научную специальность в составе редколлегии должны представлять не менее трёх докторов наук[3].
- Научные издания, удовлетворяющие достаточному условию (включение текущих номеров либо его переводной версии на иностранном языке в хотя бы одну из систем цитирования: Web of Science, Scopus, Web of Knowledge, Astrophysics, PubMed, Mathematics, Chemical Abstracts, Springer, AGRIS[англ.], GeoRef[англ.])[4].

## Содержание перечня
С 19 июня 2017 года на сайте ВАК публикуются перечни рецензируемых научных изданий, входящих в международные реферативные базы данных и системы цитирования (в соответствии с пунктом 5 правил формирования Перечня, утверждённых приказом Минобрнауки России от 12 декабря 2016 года № 1586, с изменениями, внесёнными Приказом Минобрнауки России от 12 февраля 2018 года № 99, включённые в Перечень):
В соответствии с изменениями, внесёнными приказом Минобрнауки России от 3 июня 2015 года № 560 в приказ от 25 июля 2014 года, формирование перечня рецензируемых научных изданий, в которых должны быть опубликованы основные результаты кандидатских и докторских диссертаций, было продлено до 30 ноября 2015 года. До этой даты действовал перечень, утверждённый решением Президиума ВАК Минобрнауки от 19 февраля 2010 года № 6/6.
В соответствии с распоряжением Минобрнауки России от 28 декабря 2018 года № 90-р на основании рекомендаций Высшей аттестационной комиссии при Минобрнауки России (далее — ВАК) с учётом заключений профильных экспертных советов ВАК издания, входящие в Перечень рецензируемых научных изданий, в которых должны быть опубликованы основные научные результаты диссертаций на соискание учёной степени кандидата наук, на соискание учёной степени доктора наук (далее — Перечень), по группам научных специальностей, считаются включёнными в Перечень по научным специальностям и соответствующим им отраслям науки.
В Перечне указаны наименование журнала, ISSN, Научные специальности и соответствующие им отрасли науки, по которым присуждаются учёные степени, и дата включения в Перечень.